# Domenico Brigaglia
Domenico Brigaglia (* 12. Juni 1958 in Sassari) ist ein ehemaliger italienischer Motorradrennfahrer, der von 1982 bis 1990 in der Achtelliter-Klasse der Motorrad-WM antrat.

## Karriere
Brigaglia gab sein Debüt in der Motorrad-Weltmeisterschaft in der Saison 1982 beim Großen Preis der Nationen in Monza in der 125-cm³-Klasse auf einer MBA. 1985 errang er mit Rang drei hinter Pier Paolo Bianchi und Fausto Gresini beim Großen Preis von Spanien in Jarama seinen ersten Podestplatz in der Achtelliter-WM.
Seine erfolgreichste WM-Saison hatte Brigaglia 1986. Er startete auf einer Ducados-MBA und erreichte beim Großen Preis von Belgien in Spa-Francorchamps den einzigen Grand-Prix-Sieg seiner Laufbahn. Mit zweiten Plätzen in Spanien und Großbritannien sowie Rang drei in Schweden wurde er in der WM-Gesamtwertung hinter den Garelli-Werksfahrern Luca Cadalora und Fausto Gresini Dritter.
In der Saison 1987 startete Brigaglia in einem Team mit Paolo Casoli auf einer vom Helmhersteller AGV finanzierten MBA mit LCR-Fahrgestell und errang dabei drei weitere Podestplätze in der 125-cm³-Klasse, mit denen er Gesamt-Vierter wurde. Saison 1988 erreichte Brigaglia Gesamtrang fünf in der Achtelliterklasse, danach erreichte er keine nennenswerten Erfolge mehr in der WM. Seinen letzten Grand Prix bestritt er 1990 in Großbritannien auf einer Honda.
Nach seinem Rückzug als Aktiver 1990 war Brigaglia als Techniker im Motorradsport tätig – unter anderem arbeitete er mit Pierfrancesco Chili in der Superbike-Weltmeisterschaft. 2019 initiierte er mit Evotech das Projekt Brevo, das Motorrad‑Chassis in Serie entwickelt und herstellt. Seit 2024 ist er technischer Leiter des neuen K-Racing Teams das in der italienischen Supersport-Meisterschaft antritt.

## Statistik in der Motorrad-Weltmeisterschaft
| Saison | Klasse  | Motorrad    | Rennen | Siege | Zweiter | Dritter | Poles | Schn. Runden | Punkte | Ergebnis |
| ------ | ------- | ----------- | ------ | ----- | ------- | ------- | ----- | ------------ | ------ | -------- |
| 1982   | 125 cm³ | MBA         | 5      | –     | –       | –       | –     | –            | 14     | 16.      |
| 1983   | 125 cm³ | MBA         | 1      | –     | –       | –       | –     | –            | 0      | –        |
| 1984   | 125 cm³ | MBA         | 6      | –     | –       | –       | –     | –            | 5      | 18.      |
| 1985   | 125 cm³ | MBA         | 8      | –     | –       | 1       | –     | –            | 45     | 6.       |
| 1986   | 125 cm³ | Ducados-MBA | 11     | 1     | 2       | 1       | –     | 1            | 80     | 3.       |
| 1987   | 125 cm³ | AGV         | 11     | –     | 2       | 1       | 1     | 1            | 58     | 4.       |
| 1988   | 125 cm³ | Gazzaniga   | 10     | –     | –       | 1       | –     | –            | 69     | 5.       |
| 1989   | 125 cm³ | Garelli     | 11     | –     | –       | –       | –     | –            | 34     | 14.      |
| 1990   | 125 cm³ | Honda       | 3      | –     | –       | –       | –     | –            | 6      | 31.      |
| Gesamt | Gesamt  | Gesamt      | 66     | 1     | 4       | 4       | 1     | 2            | 311    |          |